# Paratritia baloghi
Paratritia baloghi är en kvalsterart som beskrevs av Johann Wilhelm Karl Moritz 1966. Paratritia baloghi ingår i släktet Paratritia och familjen Oribotritiidae. Inga underarter finns listade i Catalogue of Life.